# Aster linosyris
Aster linosyris là một loài thực vật có hoa trong họ Cúc. Loài này được (L.) Bernh. mô tả khoa học đầu tiên năm 1800.